# Число мостов (теория узлов)

Трилистник, нарисованный с числом мостиков 2

В теории узлов число мостов — это инвариант узла, определяемый как минимальное число мостов, требуемых для представления узла. При этом мост может быть переброшен не только через одну линию, но и через две, три и более.

## Определение
Если задан узел или зацепление, нарисуем его диаграмму с соглашением, что разрыв линии означает проход снизу. Назовём дугу на этой диаграмме мостом, если она содержит по меньшей мере один проход сверху, не содержит проходов снизу (то есть непрерывна) и не может быть продолжена до большей дуги с теми же свойствами. Тогда число мостов узла можно определить как минимум числа мостов по всем диаграммам узла. Число мостов впервые исследовал Хорст Шуберт (англ. Horst Schubert) в 1950-х годах.
Число мостов можно также определить геометрически — это минимальное число локальных максимумов проекции узла на вектор, где минимум берётся по всем проекциям и по всем представлениям узла.

## Свойства
- Число мостов нетривиального узла не может быть меньше 2[3].

- Любой узел, число мостов которого равно n, можно разложить на 2 тривиальных n-плетения[англ.].
  - В частности, узлы с двумя мостами являются рациональными[англ.].

- Если узел K является композицией узлов K1 и K2, то число мостов K на единицу меньше суммы числа мостов K1 и K2[4]. Иначе говоря, число мостов минус 1 является аддитивной функцией узла.

## Другие числовые инварианты
- Число пересечений
- Коэффициент зацепления
- Число отрезков
- Число развязывания